# Die Dämonen
Die Dämonen ("demonerna") är en roman från 1956 av den österrikiske författaren Heimito von Doderer. Den skildrar livet i Wien under åren 1926–1927 och innehåller ett stort persongalleri med många olika förvecklingar i handlingen. Med över 1300 sidor var det Doderers längsta bok och liksom det mesta han skrev är den delvis självbiografisk. Titeln Die Dämonen syftar på de demoniska krafter som författaren ansåg svepte över Wien under 1920-talet. Doderer själv betraktade boken som sitt mästerverk.
Flera figurer återkommer från författarens föregående roman, den 900-sidiga Die Strudlhofstiege från 1951, som utspelar sig 1910–1911 och 1923–1925.